# 미즈시마 고이치

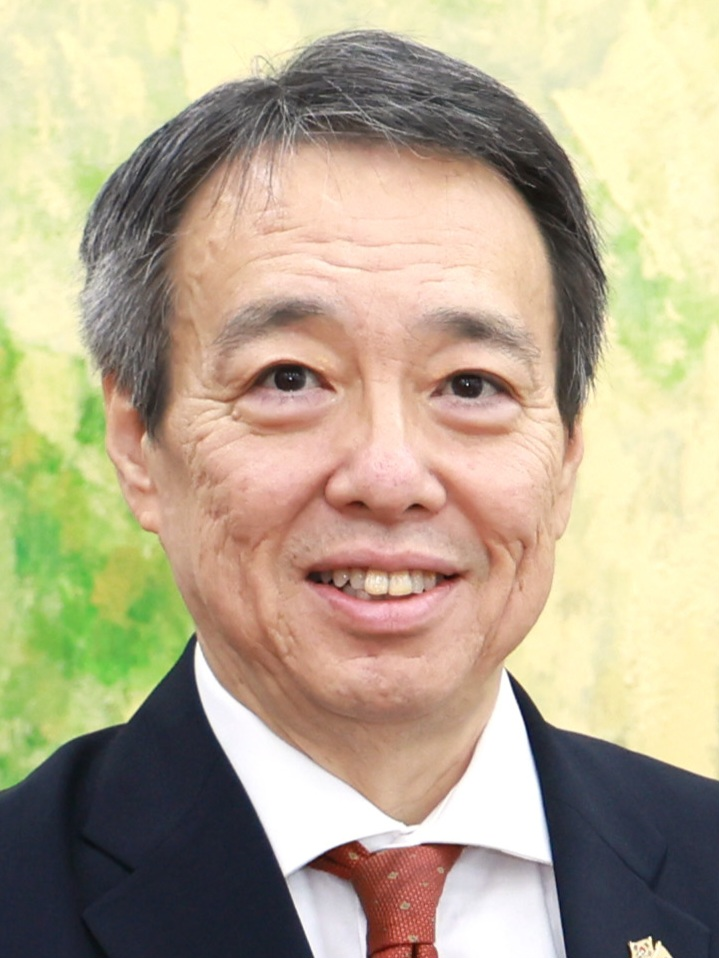
미즈시마 고이치(2024년 7월)

미즈시마 고이치(일본어: 水嶋 光一, 1961년 6월 2일~)는 일본의 외교관이며, 현재 주대한민국 특명전권대사를 맡고 있다.

## 주요 경력
교토부 출신으로 1985년 4월 도쿄 대학 법학부 졸업 후 외무성에 입성했다.
- 1992년: 외무성 경제협력국 기술협력과 과장 보좌
- 1995년: 총리부 행정관리국 부감리관
- 1997년: 외무성 아시아국 지역시책과 과장 보좌
- 1997년: 외무성 아시아국 지역시책과 수석사무관
- 1999년 9월: 주미국 일본 대사관 1등서기관
- 2002년 1월: 주미국 일본 대사관 참사관
- 2002년 8월: 주가나 일본 대사관 참사관
- 2004년 8월: 외무성 경제국 정책과 경제협력개발기구 실장
- 2006년 3월: 외무성 북미국 북미제2과장
- 2007년 8월: 외무성 대신관방 보도과장
- 2009년 7월: 주제네바 국제기구 일본정부대표부 참사관
- 2010년 1월: 주제네바 국제기구 일본정부대표부 공사
- 2011년 9월: 외무성 대신관방 회계과장
- 2013년 6월: 외무성 대신관방 참사관(보도·홍보·문화교류 담당)(외무 부보도관)
- 2014년 7월: 외무성 대신관방 참사관(보도·홍보·문화교류 담당)(외무 부보도관) 겸 국제협력국
- 2014년 10월: 외무성 대신관방 참사관(보도·홍보·문화교류 담당)
- 2015년 6월: 외무성 대신관방 참사관(보도·홍보·문화교류 담당)(외무 부보도관)
- 2015년 10월: 외무성 대신관방 심의관(보도·홍보·문화교류 담당)(외무 부보도관)
- 2016년 2월: 외무성 대신관방 심의관 겸 종합외교정책국(대사), 영사국, 유엔 담당 대사, 사이버 정책 담당 대사
- 2017년 7월: 주한 일본 대사관 공사
- 2018년 7월: 주한 일본 대사관 특명전권공사
- 2019년 7월: 외무성 영사국장[1][2][3]
- 2021년 1월: 주이스라엘 특명전권대사[4]
- 2024년 4월~현재: 주대한민국 특명전권대사

## 기타
2020년에 외무성 본부 직원으로서는 처음으로 코로나19 확진 판정을 받아 격리 치료를 받은 뒤 같은 해에 업무 복귀했다.